# Теэтет Афинский
Теэте́т Афи́нский (др.-греч. Θεαίτητος, лат. Theaetetus; ок. 417—369 год до н. э.) — древнегреческий математик.
О его жизни известно мало, в основном из диалога Платона «Теэтет». Платон сообщает, что Теэтет учился, как и сам Платон, у Феодора Киренского. В диалоге Феодор говорит Сократу.

Из всех молодых людей, с которыми мне когда-либо приходилось встречаться (а их довольно много бывало у меня), я не знал ни одного такой удивительной одарённости. Легко воспринимает учение, как редко кто другой, при этом необыкновенной мягкости характера и вместе с тем мужествен, как никто…

Умер Теэтет, как сообщает Платон, от ран и дизентерии, на пути домой после участия в войне между Афинами и Коринфом, где проявил незаурядную воинскую доблесть.
В честь Теэтета назван кратер на Луне.

## Научные достижения
Теэтет прославился в первую очередь своей теорией несоизмеримых величин, интерес к которым появился у него под влиянием учителя, Феодора Киренского. Теория эта дошла до нас в изложении Евклида (главы VII и X «Начал»).
Теэтет доказал, что если квадратный корень из целого числа не извлекается нацело, то он иррационален (сам Теэтет формулировал этот факт геометрически). Для того, чтобы доказать эту теорему, требуется развитая общая теория делимости целых чисел; вероятно, Теэтет и был её первым создателем.
Далее Теэтет классифицировал несоизмеримые величины по, так сказать, степени их иррациональности: отдельно квадратные корни, отдельно высшие степени, их суммы, произведения и т. д.
Другое его достижение — доказательство теоремы о том, что существует пять, и только пять, правильных многогранников (тоже изложена в Началах, книга XIII). Пифагорейцы знали только три правильных многогранника; икосаэдр и октаэдр открыл, видимо, сам Теэтет.